# Eliksir
En eliksir (fra arabisk: الإكسير - al-'iksīr) er en klar, sødlig væske til medicinsk brug, skal indtages oralt og tiltænkt at skulle løse ens lidelser. Når den anvendes som en farmaceutisk præperat, indeholder en eliksir mindst en aktiv ingrediens tiltænkt til oralt brug.  